# Sérgio Menezes
Sérgio Menezes dos Reis (Rio de Janeiro, 23 de novembro de 1972) é um ator brasileiro.

## Carreira
Sérgio começou a carreira profissionalmente em 1988 na montagem Opera Carmen, da Fundação Nelson Allan. Em 1994 faz teste para o personagem Theobaldo de Romeu e Julieta sob a direção de Sérgio Britto. Ganha o papel e a amizade de um dos maiores nomes do teatro brasileiro. No ano seguinte participa de outra montagem dirigida também por Sérgio Britto e coreografada por Renato Vieira, o espetáculo Memórias do Interior.
Em 1996 vai para Salvador participar da montagem de O Sonho de Strindberg dirigida por Gabriel Vilela. 
Na volta ao Rio de Janeiro faz o curso técnico de artes cênicas do senac e em seguida é chamado para cursar a Oficina de Atores da TV Globo. No final do curso Sérgio Menezes é convidado para o teste de Força de um Desejo novela de Gilberto Braga. Depois de ter vivido o personagem Jesus na novela de Gilberto Braga, o desempenho do ator lhe rendeu muitos convites como por exemplo: em Brava Gente no episódio Meia Encarnada Dura de Sangue de Jorge Furtado, na novela Porto dos Milagres de Aguinaldo Silva, O Beijo do Vampiro de Antonio Calmon, Celebridade de Gilberto Braga e Sinhá Moça (2006) de Benedito Ruy Barbosa.
Além de estar atuando em TV, durante esse tempo Sérgio Menezes teve o privilégio de conciliar o tempo das gravações com o teatro.Hamlet é Negro sob a direção de Antonio Abujamra, O Castiçal, de Giordano Bruno, dirigido por Amir Haddad, Os Negros de Jean Genet por Luiz Antonio Pilar, Anjo Negro de Nelson Rodrigues, Nocaute de Roberto Alvin, entre outras peças. No cimena Sérgio Menezes pode ser visto no curta metragem Achados e Perdidos com Simone Spoladore, Eva Todor e Leonardo Vieira de Eduardo Albergaria Jr; no longa alemão Saudade e também no curta Estação das Flores de Françoise Forton.

## Filmografia

### Televisão
| Ano  | Título                     | Personagem         | Notas                                     |
| ---- | -------------------------- | ------------------ | ----------------------------------------- |
| 1999 | Força de um Desejo         | Jesus              |                                           |
| 2000 | Brava Gente                | Bonifácio          | Episódio: "Meia Encarnada Dura de Sangue" |
| 2001 | Porto dos Milagres         | Rufino Aluada      |                                           |
| 2002 | O Beijo do Vampiro         | Dr. Carlos Delgado |                                           |
| 2003 | Celebridade                | Bruno Carvalho     |                                           |
| 2004 | A Diarista                 | Tavares            | Episódio: "Cabelo Programado"             |
| 2006 | Sinhá Moça                 | Fulgêncio          |                                           |
| 2007 | Amor e Intrigas            | Paco Loyola        |                                           |
| 2009 | Bela, a Feia               | Diogo Marques      |                                           |
| 2012 | Cheias de Charme           | Heraldo Maranhão   |                                           |
| 2014 | Trair e Coçar É só Começar | Juca               | Episódio: "Chucrute com Feijão"           |
| 2014 | Politicamente Incorreto    | Kenji Takashi      |                                           |
| 2017 | Pega Pega                  | Sérgio             |                                           |
| 2018 | O Tempo Não Para           | Dr. Tales          | Episódios: "1–4 de agosto"                |
| 2018 | Detetives do Prédio Azul   | Bruxo Elias        | Episódio: "A Maldição do Game"            |
| 2019 | Carcereiros                | Kalifa             | Episódio: "Imagem e Semelhança"           |
| 2019 | Topíssima                  | Gonçalo            |                                           |
| 2020 | Hard                       | Tony               |                                           |
| 2021 | Quanto Mais Vida, Melhor!  | Chicão             |                                           |
| 2022 | Dança dos Famosos          | Participante       | Temporada 19                              |

### Cinema
| Ano  | Título              | Personagem          | Notas          |
| ---- | ------------------- | ------------------- | -------------- |
| 2003 | Saudade - Sehnsucht | Fabio               |                |
| 2010 | Cariocas            | Leonardo "Léo"      | Curta-metragem |
| 2017 | Fala Comigo         | Cláudio             |                |
| 2021 | O Novelo            | Zeca                |                |
| 2022 | Amado               | Cabo Amado          |                |
| 2022 | Ressurgido          | Lazar Volkov, "LAZ" | Curta-metragem |

## Prêmios e indicações
| Ano  | Prêmio                                               | Categoria                           | Nomeação                       | Resultado |
| ---- | ---------------------------------------------------- | ----------------------------------- | ------------------------------ | --------- |
| 2016 | Prêmio Fita - Festa Internacional de Teatro de Angra | Melhor Ator Coadjuvante             | Bilac Vê Estrelas / Love Story | Indicada  |
| 2021 | Prêmio Bibi Ferreira                                 | Melhor Ator Coadjuvante em Musicais | A Cor Púrpura - O Musical      | Indicado  |
| 2022 | Los Angeles Brazilian Film Festival                  | Melhor Ator                         | O Novelo                       | Venceu    |
| 2023 | Festival Sesc Melhores Filmes                        | Melhor Ator Nacional                | Amado                          | Pendente  |